# Самый пьяный округ в мире
«Са́мый пья́ный о́круг в ми́ре» (англ. Lawless, «Нарушающие закон», «Беззаконие») — криминальная драма режиссёра Джона Хиллкоута, снятая по мотивам книги Мэтта Бондуранта «The Wettest County in the World», основанной на реальных событиях, происходивших с дедом автора и его братьями. Главные роли исполняют Шайа Лабаф, Том Харди, Джейсон Кларк и Джессика Честейн.
Мировая премьера состоялась на Каннском кинофестивале 2012 года, где фильм участвовал в основной конкурсной программе. В широкий прокат фильм вышел 31 августа 2012 года в США, 6 декабря 2012 в России.

## Сюжет
В 1931 году братья Бондурант — Форрест (Том Харди), Говард (Джейсон Кларк) и Джек (Шайа Лабаф) — управляют успешным бизнесом по производству самогона в штате Виргиния, во время всеобщего «Сухого закона». Братья используют свою автозаправку и ресторан в качестве прикрытия для своего нелегального бизнеса. Им помогает друг Джека калека Крикет. Джек становится свидетелем, как бандит Флойд Беннер убивает двух правительственных агентов.
Джек возвращается на заправку, где Форрест нанимает бывшую танцовщицу Мэгги (Джессика Честейн) в качестве официантки. Вскоре после этого на заправку приезжают маршал Чарли Рэйкс в сопровождении прокурора штата Вирджиния Мэйсона Уорделла, шерифа и его заместителя. Рэйкс требует денег у всех контрабандистов в округе, включая Форреста, а взамен он закроет глаза на нелегальный бизнес. Форрест отказывает ему и просит своих коллег-контрабандистов объединиться против Рэйкса, но те отказываются.
Тем временем Джеку нравится Берта (Миа Васиковска), дочь местного проповедника. Он пьяным посещает церковную службу, выставив себя дураком, но тем самым привлекая внимание Берты. Через некоторое время Рэйкс избивает Джека как послание его братьям. Ночью Форрест избивает и вышвыривает двух клиентов, которые приставали к Мэгги и угрожали ей. После закрытия заправки Мэгги уходит, а Форрест попадает в засаду, устроенную двумя избитыми им клиентами, которые перерезают ему горло. Мэгги возвращается в поисках Форреста, но эти же двое её избивают и насилуют. Она держит это в тайне от Форреста, который выживает, по одной из версий, сумев самостоятельно дойти до больницы. Мэгги приходит к Форресту в больницу попрощаться и сообщает о своем решении вернуться в Чикаго. Форрест убеждает её остаться и предоставляет ей свободную комнату.
Пока Форрест выздоравливает в больнице, Джек предлагает Говарду продать большую партию самогона, но Говард отказывается. И тогда Джек решает сделать это с Крикетом, для чего им требуется выехать за пределы штата. Они попадают в засаду, устроенную гангстерами во главе с Бэннером. Их оставляют в живых, когда Джек говорит, что он Бондурант, которых Бэннер уважает за позицию против Рэйкса. Бэннер даёт Джеку адрес нападавших на его брата, которые раньше работали на Бэннера, а в настоящее время работают на Рэйкса.
Форрест и Говард позже находят, мучают и убивают тех двоих и отправляют яичко одного из них Рэйксу. Бэннер становится постоянным клиентом братьев, которые расширили свою деятельность за счёт множества больших дистилляторов в глубине леса, что стало приносить больше прибыли. Однажды ночью Мэгги голая приходит в комнату Форреста. У них завязываются романтические отношения. Джек везет Берту кататься на его новой машине и дарит ей платье. Он настолько очарован ею, что не замечает опасности и решает показать Берте секретную винокурню в лесу, но за ними следят Рэйкс и его люди. Говард, находящийся неподалёку, замечает Джека с Бертой и Рэйкса, бегущего по их следу. После стычки с Рэйксом Говард и Джек успевают убежать, а Крикета и Берту ловят. Полиция забирает Берту домой, а Крикета оставляет Рэйксу, который убивает его.
После похорон Крикета шериф Ходжес приезжает к Бондурантам, чтобы сообщить о своей непричастности к смерти Крикета, а также предупреждает об опасности: Рэйкс и его люди перекрыли мост из города, а Уорделл вызывает новых агентов, чтобы закрыть бизнес по производству самогона во всём штате. Джек, не сказав братьям, мчится на машине Крикета, чтобы расправиться с Рэйксом. Говард и Форрест быстро следуют за ним, чтобы обеспечить прикрытие для Джека, что сильно огорчает Мэгги. Пытаясь остановить Форреста, она рассказывает, что доставила его в больницу после нападения, и Форрест приходит к выводу, что на неё также напали. Когда Джек прибывает к засаде у моста, шериф приказывает всем не начинать перестрелку, но Рэйкс ранит Джека. Приезжают Говард и Форрест, начинается перестрелка, во время которой ранят Форреста и его водителя, который вскоре умирает. На помощь братьям приезжают другие контрабандисты. Рэйкс не обращает на них внимания и пытается добить Форреста, но шериф Ходжес стреляет ему в ногу, пытаясь остановить кровопролитие. Рэйкс собирается уйти, но внезапно оборачивается и стреляет в Форреста несколько раз. Контрабандисты открывает огонь по Рэйксу, но он бежит в туннель. Так как он не может бежать далеко, тяжело раненный Джек и Говард догоняют его и убивают.
После прекращения действия «Сухого закона» в 1933 году Уорделл был арестован по обвинению в коррупции, в то время как братья Бондуранты теперь занимаются законной деятельностью. В их личной жизни также есть перемены: братья состоят в браке — Джек женат на Берте и имеет двоих детей, Форрест тайно женился на Мэгги, и Говард также женат на женщине из Мартинсвилля и имеет ребёнка. После семейного застолья в доме Джека Форрест пьяным прогуливается по замерзшему озеру и падает в холодную воду. Он выбирается, но позже умирает от пневмонии, разрушая легенду о своей неуязвимости.

## В ролях
- Шайа Лабаф — Джек Бондурант
- Том Харди — Форрест Бондурант
- Джейсон Кларк — Говард Бондурант
- Джессика Честейн — Мэгги Бьюфорд
- Миа Васиковска — Берта Минникс
- Гай Пирс — Чарльз Рэйкс
- Гэри Олдмен — Флойд Бэннер, гангстер
- Дейн Дехан — Крикет Пейт
- Ноа Тейлор — Джимми Уолш, подручный Флойда Бэннера
- Билл Кэмп — Шериф Ходжес

## Саундтрек
Композиторы — Ник Кейв и Уоррен Эллис. Исполнители: Кейв, Эллис, Марк Ланеган, Эммилу Харрис, Ральф Стэнли и Вилли Нельсон. Специально для записи альбома была создана инструментальная группа The Bootleggers.
| №   | Название                         | Исполнитель                                  | Длительность |
| --- | -------------------------------- | -------------------------------------------- | ------------ |
| 1.  | «Fire and Brimstone»             | The Bootleggers и Марк Ланеган               | 4:27         |
| 2.  | «Burnin' Hell»                   | The Bootleggers и Ник Кейв                   | 1:56         |
| 3.  | «Sure 'Nuff 'N Yes I Do»         | Ральф Стэнли                                 | 1:27         |
| 4.  | «Fire In the Blood»              | The Bootleggers и Эммилу Харрис              | 1:10         |
| 5.  | «White Light / White Heat»       | The Bootleggers, Ланеган                     | 4:24         |
| 6.  | «Cosmonaut»                      | The Bootleggers, Харрис                      | 3:42         |
| 7.  | «Fire In the Blood / Snake Song» | The Bootleggers, Харрис, Кейв, Стэнли, Эллис | 4:25         |
| 8.  | «So You'll Aim Towards the Sky»  | The Bootleggers, Харрис                      | 5:57         |
| 9.  | «Fire In the Blood»              | The Bootleggers, Харрис                      | 1:06         |
| 10. | «Fire and Brimstone»             | Ральф Стэнли                                 | 2:12         |
| 11. | «Sure 'Nuff 'N Yes I Do»         | The Bootleggers, Ланеган                     | 2:35         |
| 12. | «White Light / White Heat»       | Ральф Стэнли                                 | 1:38         |
| 13. | «End Crawl»                      | Ник Кейв и Уоррен Эллис                      | 4:00         |
| 14. | «Midnight Run»                   | Вилли Нельсон                                | 2:37         |

## Критика
Картина получила преимущественно положительные отзывы кинокритиков, называвших главным достоинством фильма крепкие актёрские работы. На сайте Rotten Tomatoes его рейтинг составляет 67 % на основе 216 рецензий со средним баллом 6,5 из 10.